# Ontochariesthes erongoensis
Ontochariesthes erongoensis är en skalbaggsart som beskrevs av Karl Adlbauer 1996. Ontochariesthes erongoensis ingår i släktet Ontochariesthes och familjen långhorningar. Inga underarter finns listade i Catalogue of Life.